# 武陵水库
武陵水库是中国广东省湛江市廉江市境内的一座水库，位于九洲江上，建于1960年。水库正常库容为5350万立方米，平均水深为3.70米，集雨面积为135平方千米，海拔为37.5米。